# Trojan Ska Revival Box Set
A Trojan Ska Revival Box Set egy három lemezes ska válogatás.  2003-ban adta ki a Trojan Records kiadó.

## Számok

### CD 1
1. The Specials - Gangsters (Live)
2. Selecter - Missing Words (Live)
3. Special Beat - Tears Of A Clown (Live)
4. Bad Manners - My Girl Lollipop (Live)
5. The Coventry Automatics - Blank Expression
6. The Specials - Doesn't Make It Alright (Live)
7. Selecter - Three Minute Hero (Live)
8. Special Beat - Too Nice To Talk To (Live)
9. Bad Manners - Lorraine (Live)
10. The Coventry Automatics - It's Up To You
11. The Specials - Nite Klub (Live)
12. Selecter - Too Much Pressure (Live)
13. Special Beat - Ranking Full Stop (Live)
14. Bad Manners - Walking In The Sunshine (Live)
15. The Coventry Automatics - Too Much Too Young
16. The Specials - Monkey Man (Live)
17. Selecter - On My Radio (Live)

### CD 2
1. Selecter - Long Shot (Bust Me Bet)
2. The Coventry Automatics - Concrete Jungle
3. Desmond Dekker & The Specials - Carry Go Bring Home
4. Bad Manners - Wet Dream (Live)
5. The Specials - Double Barrel
6. Bad Manners - Sally Brown (Live)
7. Selecter - Tighten Up
8. Desmond Dekker & The Specials - King Of Ska
9. Bad Manners - Feel Like Jumping (Live)
10. Special Beat - Enjoy Yourself (Live)
11. The Specials - Skinhead Girl
12. Selecter - Everyday (Time Hard) (Live)
13. Bad Manners - Don't Knock The Bald (Live)
14. Desmond Dekker & The Specials - King Of Kings
15. Special Beat - Rough Rider (Live)
16. Selecter - Train To Skaville (Live)

### CD 3
1. Bad Manners - Echo 4 + 2 (Live)
2. Selecter - The Selecter (Live)
3. Special Beat - Mirror In The Bathroom (Live)
4. The Coventry Automatics - Dawning Of A New Era
5. The Specials - Ghost Town (Live)
6. Bad Manners - This Is Ska (Live)
7. Selecter - Al Capone (Live)
8. Special Beat - Night Club (Live)
9. The Specials - Return Of Django
10. The Coventry Automatics - Little Bitch
11. Bad Manners - Skaville UK (Live)
12. Desmond Dekker & The Specials - Easy Snappin'
13. Selecter - Madness (Live)
14. Special Beat - Get A Job (Live)
15. The Specials - Do The Dog (Live)
16. Bad Manners - Can Can (Live)
17. Selecter - Celebrate The Bullet (Live)

## Külső hivatkozások
- http://www.savagejaw.co.uk/trojan/tjetd146.htm Archiválva 2007. december 11-i dátummal a Wayback Machine-ben
- https://web.archive.org/web/20071015055539/http://www.roots-archives.com/release/3767
- https://www.discogs.com/Various-Trojan-Ska-Revival-Box-Set/release/3423900